# WGC Match Play
El WGC Match Play es un torneo masculino de golf que se disputa en modalidad match play desde el año 1995 y forma parte de las Series Mundiales de Golf desde 1999. Actualmente, el torneo es válido para el PGA Tour, el European Tour y el Japan Golf Tour, y tiene una bolsa de premios de 9,5 millones de dólares estadounidenses, por lo que es la competencia individual de match play mejor pagada, superando largamente al Campeonato Mundial de Match Play. Se disputa durante cinco días consecutivos de miércoles a domingo. Cada llave se disputa entre dos jugadores a 18 hoyos, aunque hasta 2010 la final se disputaba a 36 hoyos.
En el torneo original, celebrado en diciembre de 1995 y enero de 1997 y 1998, participaron 32 competidores elegidos mediante torneos clasificatorios, y no formó parte de ninguna gira. A partir de 1999, el WGC Match Play tiene lugar en enero o febrero y se disputa entre 64 jugadores a eliminación directa, elegidos según la tabla mundial de golfistas.
El certamen se disputó en Grayhawk Golf Club (Arizona, Estados Unidos) en 1995, 1997 y 1998, La Costa Resort and Spa (California, Estados Unidos) en 1999, 2000 y desde 2002 hasta 2006, en Metropolitan Golf Club (Australia) en 2001, en The Gallery Golf Club (Arizona, Estados Unidos) en 2007 y 2008, y en Ritz-Carlton Golf Club (Arizona, Estados Unidos) desde 2009 hasta 2014, en el TPC Harding Park (California, California) in 2015, y en el Austin Country Club (Texas, Estados Unidos) a partir de 2016.

## Ganadores
| Año                                             | Fecha                            | Lugar                            | Campeón                                    | País                                       | Subcampeón                                 | Margen de victoria                         | Dotación del ganador ($)                   | Dotación total($)                          |                                            |                                            |                                            |                                            |
| WGC-Dell Technologies Match Play                | WGC-Dell Technologies Match Play | WGC-Dell Technologies Match Play | WGC-Dell Technologies Match Play           | WGC-Dell Technologies Match Play           | WGC-Dell Technologies Match Play           | WGC-Dell Technologies Match Play           | WGC-Dell Technologies Match Play           | WGC-Dell Technologies Match Play           | WGC-Dell Technologies Match Play           | WGC-Dell Technologies Match Play           | WGC-Dell Technologies Match Play           | WGC-Dell Technologies Match Play           |
| ----------------------------------------------- | -------------------------------- | -------------------------------- | ------------------------------------------ | ------------------------------------------ | ------------------------------------------ | ------------------------------------------ | ------------------------------------------ | ------------------------------------------ | ------------------------------------------ | ------------------------------------------ | ------------------------------------------ | ------------------------------------------ |
| 2023                                            | 22-26 de marzo                   | Austin, Texas                    | Sam Burns                                  | Estados Unidos                             | Cameron Young                              | 6 & 5                                      | 3,500,000                                  | 20,000,000                                 |                                            |                                            |                                            |                                            |
| 2022                                            | 23-27 de marzo                   | Austin, Texas                    | Scottie Scheffler                          | Estados Unidos                             | Kevin Kisner                               | 4 & 3                                      | 2,100,000                                  | 12,000,000                                 |                                            |                                            |                                            |                                            |
| 2021                                            | 24-28 de marzo                   | Austin, Texas                    | Billy Horschel                             | Estados Unidos                             | Scottie Scheffler                          | 2 & 1                                      | 1,820,000                                  | 10,500,000                                 |                                            |                                            |                                            |                                            |
| 2020                                            | 29 Mar                           | Austin, Texas                    | Cancelado debido a la Pandemia de COVID-19 | Cancelado debido a la Pandemia de COVID-19 | Cancelado debido a la Pandemia de COVID-19 | Cancelado debido a la Pandemia de COVID-19 | Cancelado debido a la Pandemia de COVID-19 | Cancelado debido a la Pandemia de COVID-19 | Cancelado debido a la Pandemia de COVID-19 | Cancelado debido a la Pandemia de COVID-19 | Cancelado debido a la Pandemia de COVID-19 | Cancelado debido a la Pandemia de COVID-19 |
| 2019                                            | 31 Mar                           | Austin, Texas                    | Kevin Kisner                               | Estados Unidos                             | Matt Kuchar                                | 3 & 2                                      | 1,745,000                                  | 10,250,000                                 |                                            |                                            |                                            |                                            |
| 2018                                            | 25 Mar                           | Austin, Texas                    | Bubba Watson                               | Estados Unidos                             | Kevin Kisner                               | 7 & 6                                      | 1,700,000                                  | 10,000,000                                 |                                            |                                            |                                            |                                            |
| 2017                                            | 26 Mar                           | Austin, Texas                    | Dustin Johnson                             | Estados Unidos                             | Jon Rahm                                   | 1 up                                       | 1,660,000                                  | 9,750,000                                  |                                            |                                            |                                            |                                            |
| WGC-Dell Match Play                             |                                  |                                  |                                            |                                            |                                            |                                            |                                            |                                            |                                            |                                            |                                            |                                            |
| 2016                                            | 27 Mar                           | Austin, Texas                    | Jason Day                                  | Estados Unidos                             | Louis Oosthuizen                           | 5 & 4                                      | 1,620,000                                  | 9,500,000                                  |                                            |                                            |                                            |                                            |
| WGC-Cadillac Match Play                         |                                  |                                  |                                            |                                            |                                            |                                            |                                            |                                            |                                            |                                            |                                            |                                            |
| 2015                                            | 3 de mayo                        | Harding Park, California         | Rory McIlroy                               | Irlanda del Norte                          | Gary Woodland                              | 4 & 2                                      | 1,570,000                                  | 9,250,000                                  |                                            |                                            |                                            |                                            |
| WGC-Accenture Match Play Championship           |                                  |                                  |                                            |                                            |                                            |                                            |                                            |                                            |                                            |                                            |                                            |                                            |
| 2014                                            | 23 Feb                           | Dove Mountain, Arizona           | Jason Day                                  | Australia                                  | Victor Dubuisson                           | 23 hoyos                                   | 1,530,000                                  | 9,000,000                                  |                                            |                                            |                                            |                                            |
| 2013                                            | 24 Feb                           | Dove Mountain, Arizona           | Matt Kuchar                                | Estados Unidos                             | Hunter Mahan                               | 2 & 1                                      | 1,500,000                                  | 8,750,000                                  |                                            |                                            |                                            |                                            |
| 2012                                            | 26 Feb                           | Dove Mountain, Arizona           | Hunter Mahan                               | Estados Unidos                             | Rory McIlroy                               | 2 & 1                                      | 1,400,000                                  | 8,500,000                                  |                                            |                                            |                                            |                                            |
| 2011                                            | 27 Feb                           | Dove Mountain, Arizona           | Luke Donald                                | Inglaterra                                 | Martin Kaymer                              | 3 & 2                                      | 1,400,000                                  | 8,500,000                                  |                                            |                                            |                                            |                                            |
| 2010                                            | 21 feb                           | Dove Mountain, Arizona           | Ian Poulter                                | Inglaterra                                 | Paul Casey                                 | 4 & 2                                      | 1,400,000                                  | 8,500,000                                  |                                            |                                            |                                            |                                            |
| 2009                                            | 1 Mar                            | Dove Mountain, Arizona           | Geoff Ogilvy (2)                           | Australia                                  | Paul Casey                                 | 4 & 3                                      | 1,400,000                                  | 8,500,000                                  |                                            |                                            |                                            |                                            |
| 2008                                            | 24 Feb                           | The Gallery, Arizona             | Tiger Woods (3)                            | Estados Unidos                             | Stewart Cink                               | 8 & 7                                      | 1,350,000                                  | 8,000,000                                  |                                            |                                            |                                            |                                            |
| 2007                                            | 25 Feb                           | The Gallery, Arizona             | Henrik Stenson                             | Suecia                                     | Geoff Ogilvy                               | 2 & 1                                      | 1,350,000                                  | 8,000,000                                  |                                            |                                            |                                            |                                            |
| 2006                                            | 26 Feb                           | La Costa, California             | Geoff Ogilvy                               | Australia                                  | Davis Love III                             | 3 & 2                                      | 1,300,000                                  | 7,500,000                                  |                                            |                                            |                                            |                                            |
| 2005                                            | 27 Feb                           | La Costa, California             | David Toms                                 | Estados Unidos                             | Chris DiMarco                              | 6 & 5                                      | 1,300,000                                  | 7,500,000                                  |                                            |                                            |                                            |                                            |
| 2004                                            | 29 Feb                           | La Costa, California             | Tiger Woods (2)                            | Estados Unidos                             | Davis Love III                             | 3 & 2                                      | 1,200,000                                  | 7,000,000                                  |                                            |                                            |                                            |                                            |
| 2003                                            | 2 Mar                            | La Costa, California             | Tiger Woods                                | Estados Unidos                             | David Toms                                 | 2 & 1                                      | 1,050,000                                  | 6,000,000                                  |                                            |                                            |                                            |                                            |
| 2002                                            | 24 Feb                           | La Costa, California             | Kevin Sutherland                           | Estados Unidos                             | Scott McCarron                             | 1 up                                       | 1,000,000                                  | 5,500,000                                  |                                            |                                            |                                            |                                            |
| 2001                                            | 7 Ene                            | Metropolitan, Australia          | Steve Stricker                             | Estados Unidos                             | Pierre Fulke                               | 2 & 1                                      | 1,000,000                                  | 5,000,000                                  |                                            |                                            |                                            |                                            |
| WGC-Andersen Consulting Match Play Championship |                                  |                                  |                                            |                                            |                                            |                                            |                                            |                                            |                                            |                                            |                                            |                                            |
| 2000                                            | 27 Feb                           | La Costa, California             | Darren Clarke                              | Irlanda del Norte                          | Tiger Woods                                | 4 & 3                                      | 1,000,000                                  | 5,000,000                                  |                                            |                                            |                                            |                                            |
| 1999                                            | 28 Feb                           | La Costa, California             | Jeff Maggert                               | Estados Unidos                             | Andrew Magee                               | 38 hoyos                                   | 1,000,000                                  | 5,000,000                                  |                                            |                                            |                                            |                                            |